# Seghir Beddari
Seghir Beddari, né en 1901 à Aïn Taghrout près de Constantine (Algérie), est un athlète algérien spécialiste de la course de fond.

## Biographie
Seghir Beddari est le fils de Messaoud ben Broukaka Beddari et de Labboum bent Hag.
En 1927, il remporte l'épreuve du 10 000 mètres aux Championnats de France de 1927 ainsi que le cross-country.
Il participe au 5 000 mètres et 10 000 mètres des Jeux olympiques de 1928 à Amsterdam.
Il est de nouveau vainqueur du Championnats de France de cross-country en 1929.
Ouvrier menuisier, il épouse à 29 ans, Hélène Béguin (1909-2006), sténodactylographe, à Paris.

## Palmarès international
- Cross des cinq nations[2]:
  - 2e en 1927
  - 3e en 1928
  - 10e en 1929